# Gavin Drea
Gavin Drea, es un actor irlandés quien dio vida a Alaric en el documental Barbarians Rising.

## Carrera
En el 2013 se unió al elenco principal de la segunda temporada de la serie Love/Hate donde dio vida Luke.
En el 2016 se unió al elenco principal del documental Barbarians Rising donde interpretó a Alaric, el rey de los visigodos quien formó parte de los bárbaros encargados de destruir al imperio Romano.
Ese mismo año aparecerá en la serie de televisión My Mother and Other Strangers.

## Filmografía[3]

### Series de televisión
| Año             | Título                        | Personaje       | Notas                      |
| --------------- | ----------------------------- | --------------- | -------------------------- |
| 2016 - presente | My Mother and Other Strangers | Barney Quinn    | -                          |
| 2016            | Barbarians Rising             | Alaric          | 2 episodios - miniserie    |
| 2016            | Éirí Amach Amú                | Mick            | episodio # 1.3 - miniserie |
| 2013            | Love/Hate                     | Luke            | 6 episodios                |
| 2019            | Resistance                    | Michael Collins | 5 episodios                |

### Películas
| Año  | Título                                      | Personaje        | Notas                                                                                                 |
| ---- | ------------------------------------------- | ---------------- | --- |
| 2016 | Valerian and the City of a Thousand Planets | Cooper           | - |
| 2013 | Jack Taylor: Priest                         | Christian Tracey | junto a John Kavanagh, Susanne Schrader, Killian Scott, Iain Glen, Midie Corcoran y Paraic Breathnach |

### Narrador
| Año  | Título             | Notas |
| ---- | ------------------ | ----- |
| 2015 | The Spooky Pumpkin | -     |

### Teatro
| Año  | Obra                       | Personaje   | Director (a) | Teatro         | Notas                                                                            |
| ---- | -------------------------- | ----------- | ------------ | -------------- | -------------------------------------------------------------------------------- |
| 2014 | Philadelphia, Here I Come! | Soldado Gar | Andrew Flynn | Lyric Theatre  | junto a Peter Coonan, Niall Cusack, Stella McCusker, Des McAleer y Marty Maguire |
| 2014 | Breaking Dad               | Traolach    | Jimmy Fay    | Gaiety Theatre | junto a Rory Nolan y Caoimhe O’Malley                                            |
| 2012 | A Whistle In The Dark      | Des         | Garry Hynes  | Studio Theatre | junto a Niall Buggy, Rory Nolan, Garrett Lombard, Aaron Monaghan y Marty Rea     |

### Videojuegos
| Año  | Título         | Personaje | Notas                           |
| ---- | -------------- | --------- | ------------------------------- |
| 2020 | Cyberpunk 2077 | V         | Versión masculina del personaje |

## Premios y nominaciones
| Año | Categoría             | Premio                        | Teatro                | Resultado |
| --- | --------------------- | ----------------------------- | --------------------- | --------- |
| -   | Best Supporting Actor | The Irish Times Theatre Award | A Whistle In The Dark | Nominado  |